# Six Days in Fallujah
Six Days in Fallujah ist ein in Entwicklung befindlicher Taktik-Shooter von Highwire Games für die Plattformen Microsoft Windows, PlayStation 4, PlayStation 5, Xbox One und Xbox Series X/S.
Vorlage für das Spiel ist die unter anderem Operation Phantom Fury genannte zweite Schlacht um die Stadt Falludscha im Jahr 2004, während der Besetzung des Irak.
Ein Release des Spiels war im Jahr 2021 für das Jahr 2022 geplant gewesen. Die Veröffentlichung des Spiels war ursprünglich für das Jahr 2010 vorgesehen, die Entwicklung war jedoch zwischenzeitlich wegen einer Insolvenz des Entwicklerstudios Atomic Games eingestellt.
Seit dem 22. Juni 2023 ist das Spiel per Early Access über Steam spielbar.

## Hintergrund
Die Inspiration für das Spiel kam laut einem im Jahr 2009 – mit dem Präsidenten von Atomic Games, Peter Tamte – geführten Interview von US-Marines, zu denen Atomic Games aufgrund einer früheren Auftragsarbeit für das United States Marine Corps Kontakt hatte: „Als sie aus Falludscha zurückkamen, baten sie uns ein Videospiel über ihre Erfahrungen dort zu machen...“. Bereits um das Jahr 2009 hatte Atomic Games nach eigenen Angaben mit über 70 Personen, darunter zurückkehrenden US-Marines, irakischen Zivilisten, irakischen Aufständischen, Kriegshistorikern und hochrangigen Militärs über die Schlacht gesprochen. Das Entwicklerteam hatte nach eigenen Angaben außerdem im Rahmen der Recherche Sachbücher über die Schlacht gelesen.
Nach der Ankündigung des Computerspiels verurteilte die aus britischen Veteranen bestehende Stop the War Coalition die Entwicklung von Six Days in Fallujah. Die größte muslimische Interessenvertretung in den USA rief Sony, Microsoft und Valve dazu auf, die Produktion und Veröffentlichung von Six Days in Fallujah nicht zu unterstützen. Sie kritisierten, dass die Umsetzung der Kämpfe in Form eines Videospiels die Schlacht zu einer trivialisierenden Unterhaltung machen würde.
Im Zuge der Kritik aus Großbritannien und den USA verlor Atomic Games mit dem Publisher Konami einen Finanzier für das Projekt. Weil es danach keinen Geldgeber mehr fand, entließ Atomic Games erst einen großen Teil seiner Mitarbeiter, ehe das Studio zwei Jahre später, im Jahr 2011 insolvent ging und aufgelöst wurde.
Im Jahr 2018 erklärte Tamte, dass das Spiel zu einem unbestimmten zukünftigen Zeitpunkt fertiggestellt und veröffentlicht werde.
Im Februar 2021 wurde bekannt gegeben, dass das Spiel wieder entwickelt wird und dass das Entwicklerteam aus ehemaligen Spieleentwicklern von Halo und Destiny besteht. Der Publisher ist Victura; eine Firma, die im Jahr 2016 von Peter Tamte gegründet wurde. Laut Pressemitteilung der Entwickler hat Six Days in Fallujah „den Anspruch, der authentischste Militär-Shooter der heutigen Zeit zu sein und die militärischen sowie zivilen Geschichten mit dem Level an Integrität zu erzählen, das sie verdient haben“. Interview-Sequenzen, in denen US-Veteranen und irakische Zivilisten zu Wort kommen, werden laut Ankündigung im Spiel implementiert sein. War zuerst mit einer Veröffentlichung des Spiels noch im selben Jahr gerechnet worden, wurde die Veröffentlichung im November 2021 schließlich auf Ende des Folgejahres verschoben. Laut Peter Tamte ist die Verschiebung der Veröffentlichung Folge einer Verdopplung der an dem Spiel beteiligten Entwickler.